# Flugt (film fra 2002)
 For alternative betydninger, se Flugt.
Flugt er en dansk kortfilm fra 2002, der er instrueret af Svend Ploug Johansen efter manuskript af ham selv og William Kietz.

## Handling
Denne artikel mangler et handlingsreferat. Hjælp os med at skrive det.